# 5470 Kurtlindstrom
5470 Kurtlindstrom eller 1988 BK5 är en asteroid i huvudbältet som upptäcktes den 28 januari 1988 av den australiensiske astronomen Robert H. McNaught vid Siding Spring-observatoriet. Den är uppkallad efter amerikanen Kurt L. Lindstrom.
Den har den diameter på ungefär 13 kilometer.